# Іванов Євген Вікторович (солдат)
Євге́н Ві́кторович Івано́в (1986—2014) — солдат, Збройних сил України, учасник російсько-української війни.

## З життєпису
Народився 1986 року в селі Ганнівка (Якимівський район, Запорізька область). Закінчив ЗОШ у Великій Тернівці. Створив родину; виховували дитину.
У часі війни — командир відділення, 23-й батальйон територіальної оборони «Хортиця».
31 серпня 2014-го зазнав смертельного поранення в часі обстрілу з мінометів ДРГ російських військ поблизу Маріуполя.
Похований у селі Ганнівка Якимівського району.
Без Євгена лишились дружина, донька Дарина, батьки, дві сестри.

## Нагороди та вшанування
За особисту мужність і героїзм, виявлені у захисті державного суверенітету та територіальної цілісності України, вірність військовій присязі під час російсько-української війни
- нагороджений орденом «За мужність» III ступеня (4.6.2015, посмертно)
- у травні 2015-го у Великотернівській ЗОШ відкрито меморіальну дошку випускнику Євгенові Іванову
- Його портрет розміщений на меморіалі «Стіна пам'яті полеглих за Україну» в Києві: секція 4, ряд 4, місце 2
- Вшановується 31 серпня на щоденному ранковому церемоніалі вшанування українських захисників, які загинули цього дня в різні роки внаслідок російської збройної агресії[1]
- орден «За заслуги перед Запорізьким краєм» третього ступеня (посмертно)